# Tessé-Froulay

Tessé-Froulay este o comună în departamentul Orne, Franța. În 1 ianuarie 2022 avea o populație de 377 de locuitori.